# Tema de Lara
Tema de Lara (em inglês Lara's Theme) é a música tema do filme Doutor Jivago composta em 1965 por Maurice Jarre para a personagem estrelada por Julie Christie. A versão Somewhere My Love foi feita a partir do acréscimo de letra à música instrumental, gravada por Ray Conniff e Connie Francis.